# Résultats des élections à Vesoul
Ls résultats des élections à Vesoul repertorie les résultats des votes lors des différentes élections politiques.

## Votes de Vesoul aux élections cantonales

### Élection cantonale de 2004
| Candidat         | Parti     | Premier Tour | Second Tour |
| ---------------- | --------- | ------------ | ----------- |
| Alain Chrétien   | UMP       | 35,3 %       |             |
| Martine Silvain  | PS        | 23,1 %       |             |
| Frédéric Bernabé | PC        | 6,9 %        |             |
| Jacques Bard     | FN        | 13,1 %       |             |
| Pierre Lortet    | DIV       | 13,3 %       |             |
| Didier Chatelain | Les verts | 6,1 %        |             |
| Yannick Chantrel | EXG       | 2,1 %        |             |
| Alain Chrétien   | UMP       |              | 50,0 %      |
| Martine Silvain  | PS        |              | 50,0 %      |

### Élection cantonale de 2008
| Candidat           | Parti     | Premier Tour | Second Tour |
| ------------------ | --------- | ------------ | ----------- |
| Jean-Claude Ayala  | UMP       | 45,9 %       |             |
| Frédéric Bernabé   | PC        | 17,8 %       |             |
| Pierre Emann       | DG        | 24,8 %       |             |
| Simone Levavasseur | Les Verts | 6,9 %        |             |

### Élection cantonale de 2011
| Candidat           | Parti     | Premier Tour | Second Tour |
| ------------------ | --------- | ------------ | ----------- |
| Alain Chrétien     | UMP       | 45,9 %       |             |
| Ramazan Kaymak     | PS        | 17,6 %       |             |
| Frédéric Bernabé   | PC        | 12,1 %       |             |
| Jean-Pierre Wadoux | DG        | 12,0 %       |             |
| Simone Levavasseur | Les Verts | 7,7 %        |             |
| Pierre Arquinet    | Autre     | 4,6 %        |             |
| Alain Chrétien     | UMP       |              | 57,1 %      |
| Ramazan Kaymak     | PS        |              | 42,9 %      |

## Votes de Vesoul aux élections régionales

### Élection régionale de 2004
| Candidat                | Parti  | Premier Tour | Second Tour |
| ----------------------- | ------ | ------------ | ----------- |
| Raymond Forni           | PS     | 32,53 %      |             |
| Jean-François Humbert   | UMP    | 28,87 %      |             |
| Sophie Montel           | FN     | 13,78 %      |             |
| Gerard Faivre           | UDF    | 7,93 %       |             |
| Jacques Lancon          | MEI    | 4,58 %       |             |
| Evelyne Ternant         | PCF    | 4,45 %       |             |
| Christian Driano        | LO-LCR | 4,38 %       |             |
| Marie-France Ligney     | MNR    | 1,79 %       |             |
| Hervee de Lafond        | DG     | 1,35 %       |             |
| Jean-Philippe Allenbach | PF     | 0,34 %       |             |
| Raymond Forni           | PS     |              | 39,25 %     |
| Jean-François Humbert   | UMP    |              | 28,87 %     |
| Sophie Montel           | FN     |              | 13,16 %     |

### Élection régionale de 2010
| Candidat             | Parti      | Premier Tour | Second Tour |
| -------------------- | ---------- | ------------ | ----------- |
| Alain Joyandet       | UMP        | 46,30 %      |             |
| Marie-Guite Dufay    | PS         | 26,57 %      |             |
| Sophie Montel        | FN         | 7,81 %       |             |
| Alain Fousseret      | EELV       | 6,67 %       |             |
| Laurence Lyonnais    | NPA        | 2,60 %       |             |
| Evelyne Ternant      | FG         | 5,17 %       |             |
| Christophe Grudler   | MoDem-AEI  | 2,60 %       |             |
| Michel Treppo        | LO         | 1,79 %       |             |
| Christophe Devillers | PDF-MNR-FC | 0,84 %       |             |
| Claude Buchot        | EE         | 0,56 %       |             |
| Alain Joyandet       | UMP        |              | 48,91 %     |
| Marie-Guite Dufay    | PS         |              | 43,05 %     |
| Sophie Montel        | FN         |              | 8,05 %      |

## Votes de Vesoul aux élections législatives

### Élection législative de 1997
| Candidat                 | Parti | Premier Tour | Second Tour |
| ------------------------ | ----- | ------------ | ----------- |
| Christian Bergelin       | RPR   | 36,28 %      |             |
| Loïc Niepceron           | PS    | 28,00 %      |             |
| Frédéric Bernabé         | PC    | 12,35 %      |             |
| Marcel Grognu            | FN    | 11,26 %      |             |
| Michel Bailly            | MPF   | 3,00 %       |             |
| Jean Lheureux            | LO    | 2,59 %       |             |
| Nicolas Bultot           | ARV   | 1,80 %       |             |
| Michèle Durand-Migeon    | MEI   | 2,24 %       |             |
| Jean-François Jurvillier | GE    | 2,48 %       |             |
| Christian Bergelin       | RPR   |              | 53,68 %     |
| Loïc Niepceron           | PS    |              | 46,32 %     |

### Élection législative de 2002
| Candidat              | Parti      | Premier Tour | Second Tour |
| --------------------- | ---------- | ------------ | ----------- |
| Alain Joyandet        | UMP        | 50,28 %      |             |
| Martine Silvain       | PS         | 23,64 %      |             |
| Frédéric Bernabé      | PC         | 7,89 %       |             |
| Paul Cheviet          | PR         | 2,07 %       |             |
| Philippe Chatelain    | Les Verts  | 2,73 %       |             |
| Jean-Marc Brissaud    | MNR        | 1,68 %       |             |
| Michèle Durand-Migeon | Écologiste | 0,64 %       |             |
| Marcel Grognu         | FN         | 8,55 %       |             |
| José Paz              | Écologiste | 0,17 %       |             |
| Thérèse Garret        | LO         | 0,80 %       |             |
| Brigitte Renard       | CPNT       | 0,49 %       |             |
| André Osstyn          | MPR        | 0,60 %       |             |
| Philippe Forestier    | R          | 0,47 %       |             |
| Alain Joyandet        | UMP        |              | 60,63 %     |
| Martine Silvain       | PS         |              | 39,37 %     |

### Élection législative de 2007
| Candidat           | Parti      | Premier Tour | Second Tour |
| ------------------ | ---------- | ------------ | ----------- |
| Alain Joyandet     | UMP        | 57,90 %      |             |
| Armelle Salvador   | PS         | 22,97 %      |             |
| Régine Stiefvater  | PC         | 4,82 %       |             |
| Francis Jérome     | MoDem      | 4,25 %       |             |
| Philippe Chatelain | Les Verts  | 3,38 %       |             |
| Jacques Bard       | FN         | 3,09 %       |             |
| Rachel Choix       | EG         | 1,65 %       |             |
| Eric Bouvard       | Écologiste | 0,95 %       |             |
| Thérèse Garret     | EG         | 0,61 %       |             |
| Alain Glauser      | CPNT       | 0,37 %       |             |

### Élection législative de 2012
| Candidat               | Parti      | Premier Tour | Second Tour |
| ---------------------- | ---------- | ------------ | ----------- |
| Alain Chrétien         | UMP        | 44,46 %      |             |
| Claudy Chauvelot-Duban | PS         | 30,94 %      |             |
| Frédéric Bernabé       | DG         | 8,28 %       |             |
| Clotilde Prot          | FG         | 2,86 %       |             |
| Dominique Gaffard      | EELV       | 1,62 %       |             |
| Jean-Claude Gay        | LCF        | 1,28 %       |             |
| Colette Clerc          | FN         | 8,22 %       |             |
| Rachel Choix           | EG         | 0,36 %       |             |
| Nathalie Chevassu      | Écologiste | 0,98 %       |             |
| Thérèse Garret         | EG         | 0,41 %       |             |
| Guy Chevanne           | AC         | 0,60 %       |             |
| Alain Chrétien         | UMP        |              | 53,66 %     |
| Claudy Chauvelot-Duban | PS         |              | 46,34 %     |

## Votes de Vesoul aux élections présidentielles

### Élection présidentielle de 1995
| Candidat             | Parti     | Premier Tour | Second Tour |
| -------------------- | --------- | ------------ | ----------- |
| Lionel Jospin        | PS        | 27,85 %      |             |
| Jacques Chirac       | RPR       | 20,84 %      |             |
| Jean-Marie Le Pen    | FN        | 12,66 %      |             |
| Édouard Balladur     | UDF       | 18,49 %      |             |
| Robert Hue           | PC        | 6,06 %       |             |
| Dominique Voynet     | Les Verts | 4,21 %       |             |
| Philippe de Villiers | MF        | 4,44 %       |             |
| Arlette Laguiller    | LO        | 5,23 %       |             |
| Jacques Cheminade    | POE       | 0,22 %       |             |
| Lionel Jospin        | PS        |              | 50,04 %     |
| Jacques Chirac       | RPR       |              | 49,96 %     |

### Élection présidentielle de 2002
| Candidat                | Parti     | Premier Tour | Second Tour |
| ----------------------- | --------- | ------------ | ----------- |
| Lionel Jospin           | PS        | 17,12 %      |             |
| Jacques Chirac          | RPR       | 22,35 %      |             |
| Jean-Marie Le Pen       | FN        | 16,77 %      |             |
| Jean-Pierre Chevènement | MDC       | 9,67 %       |             |
| Noël Mamère             | Les Verts | 4,52 %       |             |
| François Bayrou         | UDF       | 5,41 %       |             |
| Olivier Besancenot      | LCR       | 4,48 %       |             |
| Arlette Laguiller       | LO        | 4,78 %       |             |
| Bruno Mégret            | MNR       | 2,94 %       |             |
| Corinne Lepage          | Cap21     | 1,66 %       |             |
| Daniel Gluckstein       | PT        | 0,39 %       |             |
| Christiane Taubira      | PRG       | 1,84 %       |             |
| Jean Saint-Josse        | CPNT      | 1,68 %       |             |
| Christine Boutin        | FRS       | 0,89 %       |             |
| Robert Hue              | PCF       | 2,21 %       |             |
| Alain Madelin           | DL        | 3,30 %       |             |
| Jacques Chirac          | UMP       |              | 83,31 %     |
| Jean-Marie Le Pen       | FN        |              | 16,69 %     |

### Élection présidentielle de 2007
| Candidat             | Parti     | Premier Tour | Second Tour |
| -------------------- | --------- | ------------ | ----------- |
| Nicolas Sarkozy      | UMP       | 32,31 %      |             |
| Ségolène Royal       | PS        | 28,95 %      |             |
| Jean-Marie Le Pen    | FN        | 10,8 %       |             |
| Dominique Voynet     | Les Verts | 9,67 %       |             |
| François Bayrou      | UDF       | 15,73 %      |             |
| Olivier Besancenot   | LCR       | 4,26 %       |             |
| Arlette Laguiller    | LO        | 1,21 %       |             |
| Bruno Mégret         | MNR       | 2,94 %       |             |
| José Bové            | SE        | 1,66 %       |             |
| Marie-George Buffet  | PCF       | 0,39 %       |             |
| Philippe de Villiers | MPF       | 1,84 %       |             |
| Frédéric Nihous      | CPNT      | 1,68 %       |             |
| Gérard Schivardi     | CNRSP     | 0,89 %       |             |
| Nicolas Sarkozy      | UMP       |              | 51,42 %     |
| Ségolène Royal       | PS        |              | 48,58 %     |

### Élection présidentielle de 2012
| Candidat              | Parti | Premier Tour | Second Tour |
| --------------------- | ----- | ------------ | ----------- |
| Nicolas Sarkozy       | UMP   | 27,69 %      |             |
| François Hollande     | PS    | 32,17 %      |             |
| Marine Le Pen         | FN    | 16,48 %      |             |
| Eva Joly              | EELV  | 1,93 %       |             |
| François Bayrou       | MD    | 6,90 %       |             |
| Jean-Luc Mélenchon    | FG    | 10,97 %      |             |
| Nathalie Arthaud      | LO    | 0,65 %       |             |
| Philippe Poutou       | NPA   | 1,32 %       |             |
| Nicolas Dupont-Aignan | DLR   | 1,54 %       |             |
| Jacques Cheminade     | SG    | 0,36 %       |             |
| Nicolas Sarkozy       | UMP   |              | 44,83 %     |
| François Hollande     | PS    |              | 55,17 %     |

## Votes de Vesoul aux élections européennes

### Election européenne de 2004
| Candidat                | Parti     | Premier Tour | Second Tour |
| ----------------------- | --------- | ------------ | ----------- |
| Pierre Moscovici        | PS        | 32,06 %      |             |
| Joseph Daul             | UMP       | 21,71 %      |             |
| Nathalie Griesbeck      | UDF       | 10,12 %      |             |
| Bruno Gollnisch         | FN        | 9,74 %       |             |
| Marie-Anne Isler-Béguin | Les Verts | 6,56 %       |             |
| Jean-Louis Millet       | DVD       | 6,00 %       |             |
| Fabienne Pourre         | PCF       | 2,59 %       |             |
| Christiane Nimsgern     | EXG       | 2,16 %       |             |
| Dominique Marcinek      | DIV       | 2,12 %       |             |
| Antoine Waechter        | ECO       | 2,00 %       |             |
| Patrick Merck           | DIV       | 1,41 %       |             |
| Pierre Monzani          | DVD       | 1,36 %       |             |
| Patrick Roher           | DIV       | 0,75 %       |             |
| Georges Hoffmann        | EG        | 0,56 %       |             |
| Bruno Mégret            | ED        | 0,45 %       |             |
| Bruno Schmitt           | EDE       | 0,28 %       |             |
| Micheline Etienne       | DIV       | 0,09 %       |             |
| Jean-Philippe Allenbach | DIV       | 0,02 %       |             |

### Election européenne de 2009
| Candidat             | Parti | Premier Tour | Second Tour |
| -------------------- | ----- | ------------ | ----------- |
| Joseph Daul          | MAJ   | 30,93 %      |             |
| Catherine Trautmann  | PS    | 18,93 %      |             |
| Sandrine Bélier      | VEC   | 14,14 %      |             |
| Jean-François Kahn   | MoDem | 8,81 %       |             |
| Yvan Zimmermann      | EXG   | 6,20 %       |             |
| Bruno Gollnisch      | FN    | 5,73 %       |             |
| Hélène Franco        | FG    | 3,97 %       |             |
| Christophe Beaudouin | DVD   | 3,63 %       |             |
| Antoine Waechter     | AEI   | 3,27 %       |             |
| Jean-Pierre Gérard   | DVD   | 2,35 %       |             |
| Claire Rocher        | LO    | 1,44 %       |             |
| Fabien Tschudy       | EDE   | 0,24 %       |             |
| Antonio Sanchez      | EXG   | 0,18 %       |             |
| Christian Braga      | DVD   | 0,18 %       |             |